# 名目所
名目所 (なめところ) は、新潟県新潟市北区の町字。現行行政地名は名目所一丁目から名目所三丁目と大字名目所。住居表示は一丁目から三丁目が実施済み区域、大字名目所は未実施区域。郵便番号は950-3114。

## 概要
1889年 (明治22年) から現在の大字。阿賀野川下流右岸に位置する。
もとは1876年 (明治9年) から1889年 (明治22年) まであった名目所村の区域の一部。1879年 (明治12年) に濁川興野が改称して成立した。

### 隣接する町字
北から東回り順に、以下の町字と隣接する。
- 松栄町
- 下大谷内
- 松浜新町

※新発田川を挟んで濁川と隣接。新井郷川分水路を挟んで西名目所と隣接。派川加治川を挟んで神谷内と隣接。

## 歴史
濁川興野 (にごりかわごうや)
江戸時代から1876年 (明治9年) の村名。開発年代は不明。はじめは名目所と称したが、1754年 (宝暦4年) に幕府領となって濁川興野に改称した。

### 分立した町字
1889年 (明治22年) 以後に、以下の町字が分立。
西名目所 (にしなめとこ)
1977年 (昭和52年) に分立した町字。
新元島町 (しんもとじまちょう)
1977年 (昭和52年) に分立した町字。
三軒屋町 (さんけんやちょう)
1977年 (昭和52年) に分立した町字。1997年 (平成9年) 10月6日に住居表示を実施。
松浜新町 (まつはましんまち)
1977年 (昭和52年) に分立した町字。1998年 (平成10年) 11月30日に住居表示を実施。

### 年表
- 1879年 (明治12年) : 濁川興野から名目所村に改称して成立。
- 1889年 (明治22年) 4月1日 : 合併により濁川村の大字となる。
- 1954年 (昭和29年) 11月1日 : 合併により新潟市の大字となる。
- 2007年 (平成19年) 4月1日 : 新潟市の政令指定都市移行により、北区の大字となる。

## 世帯数と人口
2018年 (平成30年) 1月31日現在の世帯数と人口は以下の通りである。
| 丁目         | 世帯数  | 人口  |
| ------------ | ------- | ----- |
| 名目所一丁目 | 46世帯  | 124人 |
| 名目所二丁目 | 101世帯 | 212人 |
| 名目所三丁目 | 113世帯 | 247人 |
| 計           | 260世帯 | 583人 |

## 小・中学校の学区
市立小・中学校に通う場合、学区は以下の通りとなる。
| 大字・丁目   | 番地 | 小学校             | 中学校             |
| ------------ | ---- | ------------------ | ------------------ |
| 名目所       | 全域 | 新潟市立濁川小学校 | 新潟市立濁川中学校 |
| 名目所一丁目 | 全域 | 新潟市立濁川小学校 | 新潟市立濁川中学校 |
| 名目所二丁目 | 全域 | 新潟市立濁川小学校 | 新潟市立濁川中学校 |
| 名目所三丁目 | 全域 | 新潟市立濁川小学校 | 新潟市立濁川中学校 |

## 主な企業・施設
- 新井郷川浄化センター

## 交通
- 国道113号